# Олд-Едженсі (Монтана)
Олд-Едженсі (англ. Old Agency) — переписна місцевість (CDP) в США, в окрузі Сендерс штату Монтана. Населення — 81 особа (2020).

## Географія
Олд-Едженсі розташований за координатами 47°19′30″ пн. ш. 114°17′51″ зх. д. / 47.32500° пн. ш. 114.29750° зх. д. (47.325116, -114.297543).  За даними Бюро перепису населення США в 2010 році переписна місцевість мала площу 1,74 км², з яких 1,50 км² — суходіл та 0,24 км² — водойми.

## Демографія
Згідно з переписом 2010 року, у переписній місцевості мешкало 107 осіб у 34 домогосподарствах у складі 21 родини. Густота населення становила 62 особи/км².  Було 38 помешкань (22/км²).
Расовий склад населення:
| - 75,7 % — корінних американців - 20,6 % — білих |

До двох чи більше рас належало 3,7 %. Частка іспаномовних становила 4,7 % від усіх жителів.
За віковим діапазоном населення розподілялося таким чином: 36,4 % — особи молодші 18 років, 58,0 % — особи у віці 18—64 років, 5,6 % — особи у віці 65 років та старші. Медіана віку мешканця становила 26,8 року. На 100 осіб жіночої статі у переписній місцевості припадало 114,0 чоловіків;  на 100 жінок у віці від 18 років та старших — 106,1 чоловіків також старших 18 років.
Середній дохід на одне домашнє господарство  становив 17 259 доларів США (медіана — 16 250), а середній дохід на одну сім'ю — 17 909 доларів (медіана — 20 250). За межею бідності перебувало 76,7 % осіб, у тому числі 90,5 % дітей у віці до 18 років та 16,7 % осіб у віці 65 років та старших.
Цивільне працевлаштоване населення становило 21 осіб. Основні галузі зайнятості: будівництво — 28,6 %, мистецтво, розваги та відпочинок — 23,8 %, оптова торгівля — 14,3 %, публічна адміністрація — 9,5 %.